# Дини Гайото, Луис Родолфо
Луи́с Родо́лфо Ди́ни Гайо́то (порт. Luiz Rhodolfo Dini Gaioto; 11 августа 1986, Бандейрантис), или просто Родо́лфо (порт. Rhodolfo) — бразильский футболист, центральный защитник.

## Биография

### Ранние годы
До прихода в «Атлетико Паранаэнсе» Родолфо играл за детско-юношеские команды «Мацубара» и «Униао Бандейранте». Именно там он и приглянулся скаутам «Атлетико». С различными молодёжными командами выиграл много титулов, в том числе молодёжный чемпионат Метрополитано и Кубок губернатора штата Санта-Катарина в 2003 году, Кубок Далласа (до 19 лет) в 2005 году, юниорский чемпионат штата Парана в 2004 и 2005 годах, Кубок Саприсса в Коста-Рике в 2006 году. Благодаря этим успехам, в 2006 году он получил шанс в главной команде «Атлетико».

### Атлетико Паранаэнсе
С 2006 года Родолфо стал основным защитником «красно-черных». В феврале 2011 года, после четырёх отличных сезонов, он меняет одну столицу штата на другую, перейдя из «Атлетико» в «Сан-Паулу».

### Сан-Паулу
«Сан-Паулу» заплатил за Родолфо 2,3 миллиона долларов. Произошло это во многом благодаря тренеру Пауло Карпеджани, отлично знакомому с футболистом по совместной работе в «Атлетико». Свой первый гол за новый клуб забил 23 июля 2011 года, в матче против «Атлетико Гоияниенсе» (2:2). После этого он стал безоговорочным лидером обороны «Сан-Паулу». В середине сезона 2011 защитник получил предложение от туринского «Ювентуса», которое, однако, отверг. В 2012 году забил несколько голов в чемпионате штата Сан-Паулу и в конце сезона получил награду лучшему защитнику года. 25 августа продлил контракт с клубом до 2016 года. В 2013 году состав «Сан-Паулу» пополнили Лусио и Рафаэл Толой, что должно было облегчить отъезд Родолфо в Европу. Велись переговоры с все тем же «Ювентусом», но на этот раз от перехода отказалось руководство клуба.

### Гремио
После прихода новичков Родолфо, потерявший место в основе «Сан-Паулу», был отдан в аренду «Гремио». Дебютировал за новую команду на «Арене Гремио» 1 июня 2014 года, в матче против «Палмейраса». В обороне образовалась связка Родолфо — Брессан — Верлей. В сезоне-2013 Родолфо однозначно был лидером обороны «Гремио» и одним из лучших защитников чемпионата Бразилии. В начале 2014 года в ходе долгих переговоров было решено, что Родолфо станет полноправным членом «Гремио», а в «Сан-Паулу» отправится полузащитник Соуза. Родолфо выделялся и в Кубке Либертадорес: он забил гол, который спас «Гремио» от поражения в выездном матче против аргентинского «Ньюэллс Олд Бойз».

### Бешикташ
18 июля 2015 года Родолфо провел свой последний матч за «Гремио». Это была игра против «Фламенго» на стадионе «Маракана», закончившаяся поражением со счетом 0:1. 24 июля Родолфо наконец-таки переехал в Европу, став игроком турецкого «Бешикташа». Покупка 28-летнего защитника обошлась клубу в 3,3 миллиона евро.

### Фламенго
С 2017 года выступает за «Фламенго». В первый же год дошёл до финала Южноамериканского кубка. В 2018 году занял второе место в чемпионате Бразилии. Вместе с командой 23 ноября 2019 года стал обладателем Кубка Либертадорес (однако в ходе турнира ни разу на поле не выходил). Также помог своей команде выиграть чемпионат штата и чемпионат Бразилии.

### Национальная сборная
Мано Менезес вызывал Родолфо в сборную Бразилии на матчи Суперкласико против Аргентины в 2011 и 2012 годах, однако на поле его так и не выпустил.

## Достижения
Командные
- Чемпион штата Рио-де-Жанейро (1): 2019
- Чемпион штата Парана (1): 2009
- Чемпион Бразилии (1): 2019
- Чемпион Турции (2): 2015/16, 2016/17
- Обладатель Южноамериканского кубка (1): 2012
- Финалист Южноамериканского кубка (1): 2017
- Обладатель Кубка Либертадорес (1): 2019 (не играл)
- / Суперкласико Америки (2): 2011, 2012

Индивидуальные
- Трофей Армандо Ногейры (2): 2011, 2014
- Член символической сборной Лиги Паулиста: 2012
- Член символической сборной Лиги Гаушу: 2014

## Статистика
на 22 марта 2017 года
| Клуб                | Сезон            | Лига | Лига | Кубок | Кубок | Континент | Континент | Итого | Итого |
| Клуб                | Сезон            | Игры | Голы | Игры  | Голы  | Игры      | Голы      | Игры  | Голы  |
| ------------------- | ---------------- | ---- | ---- | ----- | ----- | --------- | --------- | ----- | ----- |
| Атлетико Паранаэнсе | 2006             | 21   | 1    | 0     | 0     | 1         | 0         | 22    | 1     |
| Атлетико Паранаэнсе | 2007             | 19   | 0    | 0     | 0     | 1         | 0         | 20    | 0     |
| Атлетико Паранаэнсе | 2008             | 22   | 0    | 0     | 0     | 0         | 0         | 22    | 0     |
| Атлетико Паранаэнсе | 2009             | 33   | 1    | 0     | 0     | 0         | 0         | 33    | 1     |
| Атлетико Паранаэнсе | Итого            | 95   | 2    | 0     | 0     | 2         | 0         | 97    | 2     |
| Сан-Паулу           | 2010             | 31   | 1    | 0     | 0     | 4         | 0         | 35    | 1     |
| Сан-Паулу           | 2011             | 30   | 0    | 0     | 0     | 10        | 0         | 40    | 0     |
| Сан-Паулу           | 2012             | 27   | 1    | 0     | 0     | 4         | 0         | 31    | 1     |
| Сан-Паулу           | Итого            | 88   | 2    | 0     | 0     | 18        | 0         | 106   | 2     |
| Гремио              | 2013             | 24   | 0    | 0     | 0     | 6         | 1         | 30    | 1     |
| Гремио              | 2014             | 11   | 1    | 0     | 0     | 0         | 0         | 11    | 1     |
| Гремио              | Итого            | 35   | 1    | 0     | 0     | 6         | 1         | 41    | 2     |
| Бешикташ            | 2015/16          | 18   | 1    | 3     | 0     | 6         | 0         | 27    | 1     |
| Бешикташ            | 2016/17          | 5    | 1    | 4     | 0     | 1         | 0         | 10    | 1     |
| Бешикташ            | Итого            | 23   | 2    | 7     | 0     | 7         | 0         | 37    | 2     |
| Всего за карьеру    | Всего за карьеру | 241  | 7    | 7     | 0     | 33        | 1         | 281   | 8     |